# Candice Michelle
Candice Michelle Beckman-Ehrlich (Milwaukee, Wisconsin, 30 de setembre de 1978) és una actriu, model i ex-lluitadora professional, coneguda pel seu pas per la World Wrestling Entertainment (WWE).
L'únic triomf com a lluitadora és el seu regnat com a Campiona Femenina de la WWE.

## Carrera

### World Wrestling Entertainment

#### 2004
Candice Michelle va concursar a la WWE en el Diva Search 2004. No va quedar dins les 10 participants que van sortir per televisió però la WWE la va contractar i va anar a RAW en el paper d'una maquilladora. Inicialmente, el paper va ser limitat i no acostumava a aparèixer en televisió.

#### 2005
El 30 de juny del 2005, Candice Michelle fou moguda a SmackDown, on ràpidament inicià un enfrontament amb Jillian Hall i Melina quan es va unir a Torrie Wilson. El 24 de juliol del 2005, a The Great American Bash 2005, Candice Michelle fou àrbitre especial en el Bra and Panties Match entre Torrie Wilson i Melina. Melina en sortir victoriosa, i después de la lucha, Melina atacà a Candice. Això va culminar amb Torrie i Candice atacant a Melina.
Més endavant va ser moguda a RAW junt amb Torrie Wilson. Candice i Wilson es tornaren Heel quan començaren a burlar-se d'Ashley Massaro, cridant a Victoria perquè l'ataqués. Aquesta situació continuà fins que Trish Stratus, qui tornava d'una lesió, va acudir en ajuda d'Ashley Massaro de l'atac de Candice, Torrie i Victoria.
Durant aquesta temporada Candice va tenir una oportunitat per al Campionat Femeni al PPV Taboo Tuesday 2005, on no va aconseguir guanyar.

#### 2006
Candice va aparèixer a New Year's Revolution 2006 en una Bra and Panties Gauntlet Match, però va ser eliminada per Maria. Després de guanyar una Batalla Real de Dives a RAW, Candice Michelle va tenir una oportunitat pel Campionat Femeni, mentre era part de les Vince's Devils, però va ser derrotada per la campiona Trish Stratus el 27 de febrer, després d'això, Candice Michelle va abofetejar a Torrie Wilson, acusant-la de la derrota.
Vince's Devils es va dissoldre perquè Torrie Wilson es tornà face quan Candice Michelle i Victoria l'atacaren durant la revelació de la portada de Candice a la revista Playboy. Així inicià un feu entre Candice Michelle i Torrie Wilson, que les va portar a una lluita a WrestleMania 22 a una "Playboy" Pillow Fight, on Torrie Wilson va guanyar la lluita, però el feu va continuar dues setmanes més.
Candice a més va aparèixer en les dues edicios del 2006 de Saturday Night's Main Events a la cadena NBC. En l'episodi del 18 de març, ella i Victoria van perdre contra Trish Stratus i Mickie James en una lluita en parelles. En l'episodi del 15 de juliol, Candice fou eliminada en la primera ronda d'un concurso on va guanyar Michelle McCool.
En l'edició del 17 de juliol a RAW, Candice va ser àrbitre especial en una lluita entre Trish Stratus i Torrie Wilson vs. Victoria y Mickie James. En aquesta lluita Mickie James va escopir a la cara de Candice, però ella va contestar abofetejant i traient fora del ring a Mickie James. Després, Victoria intentà golpejar a Candice, però va fallar permetent a Trish aplicar el seu "Stratusfaction" i aconseguint la victoria. Candice es tornà "face".
Després de Unforgiven 2006, va tenir un enfrontament amb Lita, derrotant-la la setmana següent a RAW. Candice fou derrotada per Lita una setmana després, gràcies a una interferència d'Edge en la primera ronda d'un torneig pel Campeonato Femeni. Va participar en el primer "Extreme Strip Poker" a la ECW el 10 d'octubre, representant a RAW.
El 27 de novembre a RAW, durant una Batalla Real de Dives, Candice va patir un fort cop al nas després que Victoria li apliqués una "Savate Kick". Candice es va sotmetre a una operació el 30 de novembre per reparar el tabic desviat.

#### 2007

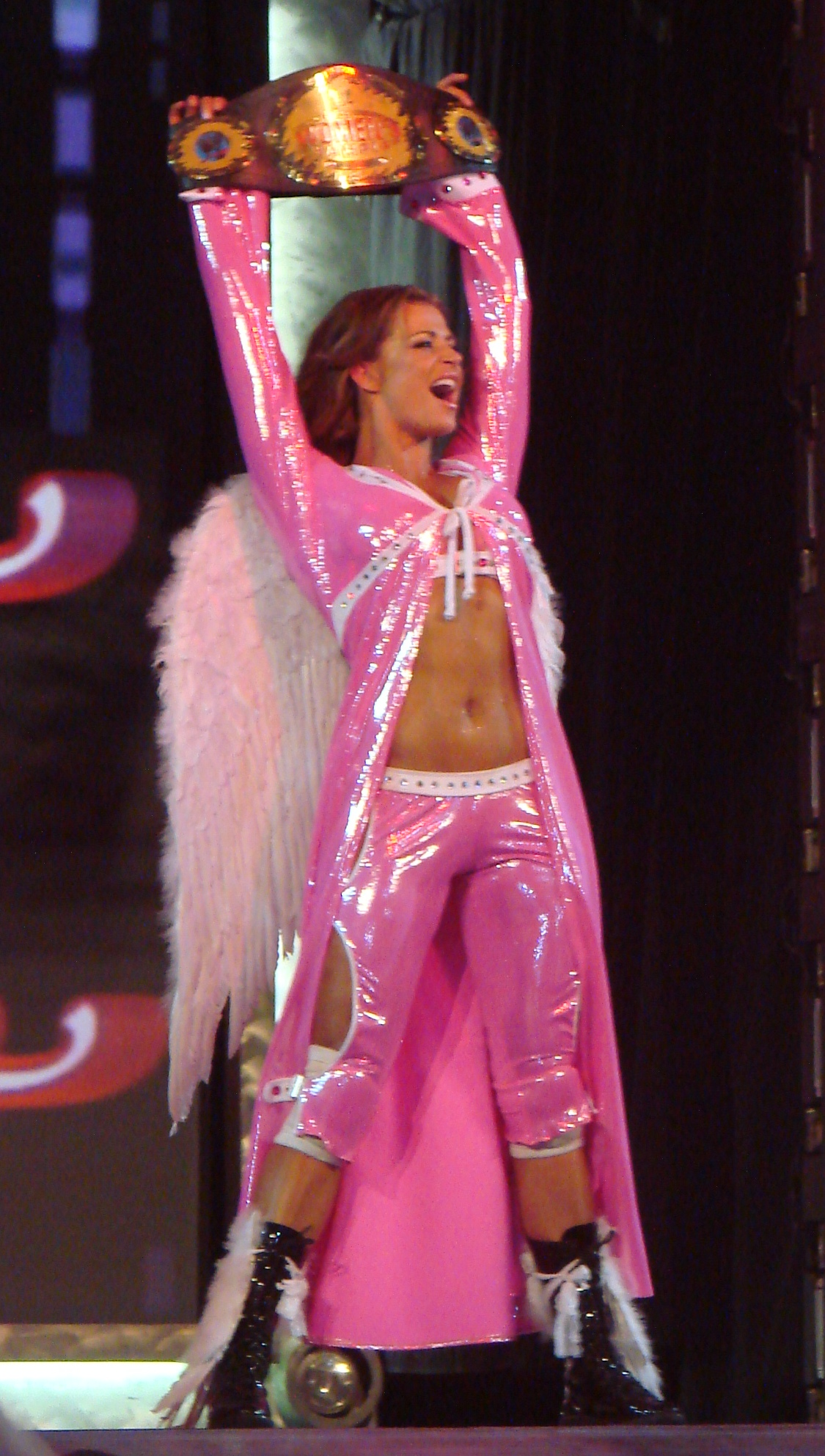
Candice Michelle com a Campiona Femenina de la WWE.

Candice va retornar a New Year's Revolution 2007 el 7 de gener, on va sortir junt amb Maria per a detendre a Melina, qui volia interferir a la lluita pel Campionat Femeni entre la campiona Mickie James i Victoria.
Candice va marcar el seu retorn al ring el 22 de gener, fent equip amb Mickie James on derrotaren a Victoria i Melina. Després va començar un enfrontament amb Melina, quan aquesta última es va molestar per les aparicions de Candice a la revista Playboy. En el PPV Vengeance, Candice derrotà a Melina, guanyant el seu primer Campionat Femeni.
A Great American Bash, Candice va denfesar exitosament el campionat engront a Melina. En el Unforgiven va tenir una lluita titular contra Beth Phoenix, on va retendre el campionat. Però en el No Mercy va ser derrotada per Beth Phoenix, perdent el campionat. Candice va tenir la revenja en la següent edició de RAW, on es va lesionar la clavícula durant la lluita; va necessitar unes vuit setmanes per la seva recuperació.

#### 2008
Candice va retornar a Raw després de la seva lesió el 6 de febrer, distraent a Beth Phoenix durant el seu combat contra Maria, cosa que va permetre a Maria cobrir Beth. En la conferència de premsa de WrestleMania XXIV es va anunciar que lluitaria junt amb Maria contra Beth Phoenix i Melina; però es tornà a lesionar la clavícula i va ser substituïda per Ashley.
Al fer el seu retorn va lluitar contra Beth Phoenix en el No Mercy, on va sortir derrotada en un combat on el títol estaba en joc.
Va participar en diversos tag team amb Kelly Kelly i Mickie James derrotant a Beth Phoenix, Jillian Hall, Katie Lea Burchill i Layla en diverses oportunitats, va concursae en el Cyber Sunday en el Dives Halloween Costume Contest disfrassada de Marilyn Monroe. Va participar en el Survivor Series com a membre del Team Raw de dives on es van enfrentar a les dives de Smackdown; va eliminar a Maria Kanellis i a Natalya, però fou eliminada per Maryse.

#### 2009
El 2 de febrer en la seva primera lluita del 2009 es va lesionar el turmell lluitant contra Beth Phoenix en el programa de RAW.
El 5 d'abril fou convidada especial en el PPV WrestleMania XXV per a coronar a la Miss Wrestlemania, "Santina" Marella.
El 15 d'abril de 2009 va ser enviada a la marca SmackDown pel draft suplementari, on no va arribar a debutar, ja que el 19 de juny per acord mutu entre ambdues parts va finalitzar el seu contracte amb la WWE.

## En lluita
- Moviments finals
  - Candywrapper (Reverse double undehook facebuster)
  - Sugar Rush (Spinning Wheel Kick)
  - Candylicious (Hanging figure four necklock)
  - Forward Russian legsweep (2004-2005)
- Moviments de firma
  - Baile estilo Go Daddy seguit d'un Elbow Drop
  - Forward Russian legsweep
  - Headscissors Takedown
  - Headscissors DDT
  - Bridging northern lights suplex
  - Diving crossbody
  - Sitout rear mat slam

## Campionats i triomfs
- World Wrestling Entertainment
  - WWE Women's Championship - (1 vegada)
- Pro Wrestling Illustrated
  - PWI Dona de l'any - 2007
  - PWI Lluitador  que més ha millorat - 2007
  - Situada en el N°10 en el PWI 50 Female del 2008